# Ruoteclassiche
Ruoteclassiche è una rivista italiana specializzata nella trattazione di argomenti relativi ad autovetture, motociclette e autoveicoli commerciali, industriali e agricoli del passato.

## Storia
Le origini risalgono a una rubrica tenuta da Gianni Cancellieri su Quattroruote che destando l'interesse di molti lettori convinse la Domus a tentare una pubblicazione autonoma. Il progetto del numero zero venne affidato, nei primi mesi del 1987, a Tito Anselmi e il primo numero ad uscire nelle edicole, con in copertina un'Alfa Romeo 8C 2900, fu quello di novembre 1987.
Inizialmente la direzione venne assunta "ad interim" da Raffaele Mastrostefano che, dalla morte di Gianni Mazzocchi, era alla guida della "rivista-madre" Quattroruote. A partire dal 1989 (n.15) la direzione venne affidata a Gianni Cancellieri che, alla fine del 1991 (n.44), passò il timone a Marco Centenari il quale lo mantenne fino al 1998, per essere sostituito (n.118) dal vicedirettore di Quattroruote Raffaele Laurenzi. Dopo il pensionamento di quest'ultimo, a partire dal numero di maggio 2014 (n.305), la Domus ha chiamato alla direzione del periodico David Giudici. Dal numero di gennaio 2023 ha assunto la direzione Gian Luca Pellegrini, che la aggiunge a quella del mensile Quattroruote.
La direzione Mastrostefano e la successiva direzione Cancellieri impostarono e mantennero una linea editoriale principalmente rivolta a esperti, tecnici e appassionati del settore, caratterizzata da grande rigore storico e dalla pubblicazione di molti documenti e immagini d'epoca.
A partire dalla direzione Centenari e più ancora con la direzione Laurenzi, la linea editoriale della rivista, allo scopo di rivolgersi ad un pubblico più ampio, si è gradualmente indirizzata verso uno stile meno tecnico e più mondano, spesso prediligendo "articoli di colore" alla nuda disamina storica e rivolgendo grande attenzione verso il settore delle competizioni sportive e rievocative con auto storiche o classiche. Tale linea editoriale, a fronte di un diminuito rigore storico-tecnico, ha portato al raddoppio della tiratura nel periodo 1998-2014.
Alle "impressioni di guida" di veicoli storici, Ruoteclassiche unisce dossier sui modelli, marchi, personaggi e periodi storici più importanti (anche grazie alla possibilità di accedere agli archivi di Quattroruote e de L'Auto Italiana), oltre ad articoli riguardanti gli eventi settoriali - siano essi gare, concorsi d'eleganza o aste - di maggior rilievo. La rivista pubblica anche le quotazioni (elaborate seguendo i criteri della rivista madre) di migliaia di auto e moto d'epoca, considerate un punto di riferimento per gli "addetti ai lavori" del settore.